# Служба без выходных
Служба без выходных (яп. 月月火水木金金 Гэцу-гэцу-ка-суй-моку-кин-кин, «Понедельник, понедельник, вторник, среда, четверг, пятница, пятница») — песня 1940 года, в идеализированном виде представляющая повседневную службу матросов японского флота и морские учения, которые у японцев нередко продолжались месяцами без выходных дней.

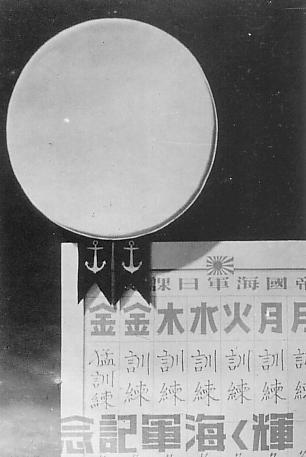
Расписание японского флота на неделю: сверху идут «понедельник-понедельник-вторник-среда-четверг-пятница-пятница», и в каждый из этих дней полагаются учения, за исключением последней пятницы, на которую приходятся «усиленные учения»

Фразу «гэцу-гэцу-ка-суй-моку-кин-кин» придумал капитан-лейтенант Юдзо Цуру. После победы в русско-японской войне в 1905 году японское командование решило не почивать на лаврах, а усилить тренировки матросов. Цуру в это время служил под командованием адмирала Горо Идзюина, который был одним из главных сторонников изматывающих учений без отдыха. Испытав эти учения на себе, Цуру однажды в разговоре с сослуживцами саркастически заявил: «Да у нас тут понедельник-понедельник-вторник-среда-четверг-пятница-пятница» яп. これでは月月火水木金金だ. Фраза удачно описывала семидневную рабочую неделю и распространилась на флоте.
Обычай семидневной рабочей недели очень пригодился флоту после подписания Японией в 1922 году Вашингтонского соглашения об ограничении морских вооружений. Страна оказалась в невыгодном положении, так как по договору тоннаж линейного флота США, Великобритании и Японии должен был поддерживаться в пропорции 5:5:3. Увидев, что с европейскими странами не получится конкурировать в области тяжёлых кораблей, Япония решила задействовать лёгкий флот, который договором не ограничивался, — крейсера, эсминцы и подводные лодки. Для того, чтобы использовать их максимально эффективно, флот в 1920-х и 1930-х годах продолжал устраивать многомесячные выматывающие учения с особенным упором на чрезвычайно трудные ночные операции. Эти учения, случалось, приводили к гибели людей и потере судов.
В 1940 году капитан второго ранга Сюнсаку Такахаси написал слова песни «Служба без выходных», а композитор Ёси Эгути, служивший некогда во флоте и бывший членом военного оркестра, положил эти слова на музыку. Компания Polydor Records выпустила песню в исполнении певца Эйити Утиды и хора Vocal Four. С 1943 по 1944 годы[уточнить] было продано более 2 млн копий. С этого времени фраза «гэцу-гэцу-ка-суй-моку-кин-кин» распространилась и среди гражданского населения, которому в годы войны тоже время от времени приходилось терпеть рабочую неделю без выходных.
После войны песня не утратила популярность. В 1970-е годы группа комиков The Drifters использовала пародии на неё в заставках к своим телепередачам «Взрыв смеха от Drifters» (яп. ドリフ大爆笑) и «Воскресенье с Drifters» (яп. 日曜日だョ!ドリフターズ!!).

## Текст
| Оригинальный текст | Нормализация | Построчный перевод |
| --- | --- | --- |
| 朝だ夜明けだ潮の息吹き うんと吸い込むあかがね色の 胸に若さの漲る誇り 海の男の艦隊勤務 月月火水木金金 赤い太陽に流れる汗を 拭いてにっこり大砲手入れ 太平洋の波、波、波に 海の男だ艦隊勤務 月月火水木金金 度胸ひとつに火のような錬磨 旗は鳴る鳴るラッパは響く 行くぞ日の丸日本の艦だ 海の男の艦隊勤務 月月火水木金金 どんとぶつかる怒濤の唄に ゆれる釣床今宵の夢は 明日の戦さのこの腕試し 海の男の艦隊勤務 月月火水木金金 | Аса да, ёакэ да, усио но ибуки Унто суикому акаганэиро но Мунэ ни вакаса но минагиру хокори Уми но отоко но кантай кимму Гэцу-гэцу-ка-суй-моку-кин-кин Акаи тайё: ни нагарэру асэ о Фуитэ никкори тайхо: тэирэ Тайхэйё: но нами, нами, нами ни Уми но отоко да кантай кимму Гэцу-гэцу-ка-суй-моку-кин-кин Докё: хитоцу ни хи но ё: на рэмма Хата ва нару-нару, раппа ва хибику Юку дзо, хиномару, Ниппон но фунэ да Уми но отоко но кантай кимму Гэцу-гэцу-ка-суй-моку-кин-кин Дон то буцукару дото: но ута ни Юрэру цуридоко коёи но юмэ ва Асу но икуса но коно удэдамэси Уми но отоко да кантай кимму Гэцу-гэцу-ка-суй-моку-кин-кин | От рассвета до заката дыхание океана Поглощают полной грудью бронзовые тела, Переполняемые гордостью юности за то, Что они моряки и служат на флоте, Где работа продолжается без выходных. Утирая пот, текущий под красным солнцем, И улыбаясь, матросы ремонтируют пушки. В бесчисленных волнах Тихого океана Проходит служба моряков на флоте, Продолжаясь без выходных. На учениях храбрецы сливаются воедино, как пламя, Флаги полощутся, раздаются сигналы. Вперёд, корабли под японским флагом! Служба моряков на флоте Продолжается без выходных. Под песню бушующих волн, разбивающихся о корпус корабля, Спят матросы в качающихся гамаках. Это проба сил перед завтрашними битвами. Служба моряков на флоте Продолжается без выходных. |